# Sielsowiet ożogiński (obwód lipiecki)
Sielsowiet ożogiński (ros. Ожогинский сельсовет) – jednostka administracyjna (osiedle wiejskie) wchodząca w skład rejonu wołowskiego w оbwodzie lipieckim w Rosji.
Centrum administracyjnym sielsowietu jest wieś (ros. деревня, trb. dieriewnia) Iwanowka.

## Geografia
Powierzchnia sielsowietu wynosi 56,39 km².

## Historia
Status i granice sielsowietu zostały określone ustawami obwodu lipieckiego nr 114 i nr 126 z roku 2004.

## Demografia
W 2018 roku sielsowiet zamieszkiwało 738 mieszkańców.

## Miejscowości
W skład sielsowietu wchodzą miejscowości: Iwanowka, Bolszowka, Izmałkowa, Lenina, Nikolskoje, Nowosiołki, Ożoga, Wołodarowka.